# مسافرة (وشحة)

تعديل مصدري - تعديل

مسافرة هي إحدى قرى عزلة ضاعن بمديرية وشحة التابعة لمحافظة حجة، بلغ تعداد سكانها 217 نسمة حسب تعداد اليمن لعام 2004.